# Mikhail Skobelev
Mikhail Dmitrijevitj Skobelev (russisk: Михаил Дмитриевич Скобелев, tr. Mikhail Dmitrijevitj Skobelev; født 29. september 1843, død 7. juli 1882 i Moskva) var en russisk general.
Skobelev udmærkede sig som kornet i kampen mod de polske oprørere (1863-1864) deltog han succesfuldt i krigene i Turkestan (1869) og i Kaukasus (1870-71), hvor han som generalstabsofficer gennemførte rekognosceringer i Turan. I 1873 anførte han som bataljonschef arméens fortrop i felttoget mod Khiva og deltog ligeledes i krigen mod khanatet Kokan i 1875, hvor han anførte kavaleriet. Da det sidstnævnte khanat i 1876 under navnet Fergana indlemmedes i Rusland, blev Skobelev, der i  mellemtiden var forfremmet til generalmajor, militærguvernør der. 
I Den russisk-tyrkiske krig 1877-78 stormede han Lovech den 3. september 1877 og udmærkede sig i kampene ved Pleven, især i stormen på Det Grønne Bjerg den 11. september samme år, og i slaget ved Sjejnovo den 9. januar 1878, hvor den tyrkiske Shipka-armé blev fanget. Som en belønning for sin indsats under krigen, blev han tildelt Sankt Georgsordenen af 3. grad og udnævnt til generalløjtnant og chef for det 4. Armékorps med base i Minsk. I 1880 anførte han felttoget mod den turkmenske tekkestamme og erobrede fæstningsbyerne Geok-Tepe og Dengil-Tepe i 1881, som belønning blev han udnævnt general af infanteriet og fik Sankt Georgsordenen af 2. grad. Den nådesløse nedslagtning af flygtende tekke-stammefolk vakte international forargelse. Efter erobringen udtalte generalen sig til den britiske krigskorrespondent Charles Marvin: ”Jeg anser det for et generelt princip, at i Asien er fredens varighed direkte proportionel med størrelsen af det blodbad, du udsætter din fjende for. Jo hårdere du slår dem, desto længere har du fred for dem bagefter.”
Skobelev forenede sine praktiske evner som troppefører med en udpræget sans for selvpromovering, og han yndede at lade sig fremstille som "Den Hvide General". Skobelev var udpræget tilhænger af panslavisme og en erklæret fjende af Tyskland. Han udtalte ved enhver lejlighed sine sympatier for Frankrig, og det var tæt på at give anledning til diplomatiske komplikationer.
General Skobelevs tidlige død af et hjertetilfælde blev i samtiden anset for mistænkeligt, og der var rygter om, at det var zarens hemmelige politi, der havde myrdet ham, efter at han var begyndt at vise politiske ambitioner.

## Eftermæle
Skobelev vedblev at være et samlingspunkt for den panslaviske, russiske nationalisme. Efter sin død var han ikke længere en farlig person for statsmagten, og han blev også officielt dyrket som militær helt. I 1912 blev et stort monument med generalen til hest opført på den centrale Skobelev-plads i Moskva - i dag Tverskaja. Men rytterstatuen blev fjernet i 1918 af bolsjevikkerne. I Sovjetunionen blev Skobelev dog husket for sine militære sejre. I Bulgarien har han hele tiden været anset som en nationalhelt og her er flere mindre byer opkaldt efter ham. I 2014 blev der rejst en ny rytterstatue af Skobelev foran det russiske Generalstabsakademi i Moskva.